# Bit för bit (TV-program)
Bit för bit var ett TV-program som sändes som en del av TV-programmet Unga tvåan från SVT i Växjö under 1989. Programmet handlade om datorer och deras användning, och innehöll reportage om datorspelsutveckling, om parallelldatorer på Chalmers, samt från CeBIT-mässan 1989.
Ur ett hackerperspektiv var kanske mest intressant att Bit för bit som första svenska TV-program bekräftade existensen av demoscenen. Varje vecka anordnades en demotävling för Amiga-demos. Mycket korta snuttar av en handfull demos visades i varje program, och TV-tittarna fick ringa och rösta på vilket demo som de tyckte var bäst. I efterföljande program korades sedan vinnaren. Bland de demogrupper som fick sina alster visade fanns RSI, Rebels, Alpha Flight, The Link, Phenomena och North Star. Hur urvalsprocessen gick till framgick inte.
Bit för bit var det första TV-program som inkluderade aktivt datorspelande i TV-rutan. I slutet på varje program fick tittarna ringa in med sina tonvalstelefoner och spela Amiga-spelen Paperboy och California Games direkt i TV. Telefonens knappar utgjorde joystick.